# Corymorpha typica
Corymorpha typica is een hydroïdpoliep uit de familie Corymorphidae. De poliep komt uit het geslacht Corymorpha. Corymorpha typica werd in 1927 voor het eerst wetenschappelijk beschreven door Uchida. 